# Linia kolejowa Jastrzębie – Boguszowice
Linia kolejowa Jastrzębie – Boguszowice – niezelektryfikowana, drugorzędna przemysłowa linia kolejowa nr 21 zarządzana przez Jastrzębską Spółkę Kolejową. Linia kolejowa jest poprowadzona od stacji Jastrzębie do stacji Boguszowice zarządzanej przez spółkę Infra Silesia.